# 의당초등학교
의당초등학교는 대한민국 충청남도 공주시 의당면 월곡리에 있는 공립 초등학교이다.

## 학교 연혁
| 1923년 | 5월 15일 | 의당공립보통학교(4년제 2학급 편성) 개교 |
| 1938년 | 4월 1일  | 의당공립심상소학교로 개칭               |
| 1941년 | 4월 1일  | 의당공립국민학교로 개칭                 |
| 1981년 | 3월 19일 | 병설유치원 개원(1학급)                  |
| 1993년 | 5월 15일 | 개교 70주년 기념식                      |
| 1994년 | 1월 13일 | 수세식 화장실 신축(27평)                |
| 1996년 | 3월 1일  | 의당초등학교로 개칭                     |
| 2000년 | 12월 3일 | 학내 전산망 구축                        |
| 2001년 | 4월 3일  | 교문 개축                               |
| 2012년 | 5월 11일 | 다목적강당(꿈나래관) 준공식             |
| 2012년 | 6월 30일 | 의당 로하스 6경 조성                    |
| 2017년 | 2월 9일  | 제91회 졸업식(촐업생 총 수 4,825명)     |

## 참고 자료
- 의당초등학교 - 한국교육학술정보원 학교알리미